# رون لوتشيانو
رون لوتشيانو (بالإنجليزية: Ron Luciano)‏ هو حكم كرة قاعدة ‏ أمريكي، ولد في 28 يونيو 1937 في إنديكوت في الولايات المتحدة، وتوفي بنفس المكان في 18 يناير 1995 بسبب تسمم بأحادي أكسيد الكربون.